# Neodasygnathus davidsoni
Neodasygnathus davidsoni är en skalbaggsart som beskrevs av Phillip B. Carne 1957. Neodasygnathus davidsoni ingår i släktet Neodasygnathus och familjen Dynastidae. Inga underarter finns listade i Catalogue of Life.